# Muscle automobil
Muscle automobil (engleski: muscle car) je američki pojam koji se koristi za označavanje raznih automobila visokih performansi. Websterov rječnik pojam muscle automobil (muscle car) definira kao bilo koju skupinu američkih športskih automobila s dvoje vrata, opremljenih jakim motorima koji su osmišljeni za brzu vožnju. Muscle automobili su obično opremljeni velikim V8 motorom i imaju pogon na stražnje kotače. Mogu biti obiteljski, kompaktne klase, srednje veličine ili veliki, dizajnirani za četiri ili više putnika. Prodaju se po pristupačnim cijenama, namijenjeni su za cestu, te se ponekad koriste za drag utrke. Razlikuju se od športskih automobila s dvoje vrata i skupljih 2+2 grand tourera namijenjenih brzoj vožnji i cestovnim utrkama.

## Etimologija
Prema knjizi Muscle Cars, koju je napisao Peter Henshaw, muscle automobil je upravo ono na što naziv upućuje. On je proizvod američke automobilske industrije koji dijeli filozofiju sklapanja hot rodova, a to je stavljanje velikog motora u mali automobil. Henshaw opisuje muscle automobile, uspoređujući ih sa slavnim bodybuilderom Charlesom Atlasom: "muscle automobil je prema drugim automobilima kao da se Charles Atlas natječe sa slabićem u bodybuildingu". Dalje navodi da je muscle automobil dizajniran za postizanje maksimalne brzine na ravnini, te da nema sofisticiranu šasiju, inženjersku cjelovitost, kao ni zaobljene linije poput europskih automobila visokih performansi.
U Sjedinjenim Američkim Državama, lakši automobili s jakim motorima nazivali su se super automobilima prije nego što je pojam muscle automobil postao popularan. Jedinstveni primjer je Rambler Rebel iz 1957. godine kojega su tada svi smatrali super automobilom. Oni automobili koji se danas nazivaju muscle automobilima, od sredine 1960-ih do sredine 1970-ih nazivali su se super automobilima. Pojam super automobila kojima su se opisivali snažni automobili iz 1960-ih i 1970-ih godina jako je sličan opisu automobila koji su kasnije korišteni za utrke na drag stazama. To su bili automobili srednje veličine s jakim V8 motorom i pogonom na stražnje kotače.

## Vanjske poveznice
|  | Zajednički poslužitelj ima još gradiva o temi Muscle automobili |